# 吞食天地 三国志群雄传
《吞食天地 三国志群雄传》是日本卡普空公司在1995年8月11日推出的一款的戰略游戏。游戏的人物仍然延续了《吞食天地》系列的漫畫风格。游戏可以选择“桃园”、“赤壁”、“三国”三个时期，每个回合为一个季节。